# Bath (Caroline du Nord)
Pour les articles homonymes, voir Bath (homonymie).
Bath est une localité du comté de Beaufort en Caroline du Nord aux États-Unis dont la population était de 275 habitants en 2000. Fondé en 1705, les premiers à s'y établirent furent des Huguenots, Bath est la plus ancienne localité de Caroline du Nord.
Stede Bonnet s’y rend au gouverneur de la province de Caroline du Nord, Charles Eden, et reçoit son pardon.

## Apparition au cinéma
Liste non-exhaustive de films dans lesquels se déroule une action se référant à Bath :
- Blackbeard: Terror at Sea